# Augustin de Backer
Augustin de Backer (Anversa, 18 luglio 1809 – Liegi, 1º dicembre 1873) è stato un bibliografo belga, membro della Compagnia di Gesù.

## Biografia
Augustin lasciò il suo paese per essere educato nella scuola dei gesuiti  di Beauregard, Saint-Acheul in Francia e poi in Svizzera a Friburgo. Dopo la scuola, piuttosto che andare all'università, si impegnò a visitare le biblioteche di Francia e del Belgio in cerca di libri pubblicati da Christophe Plantin. Nel 1835, fu ricevuto, a Roma, dal padre generale della Compagnia di Gesù, Giovanni Battista Roothaan, che lo inviò a Nivelles, in Belgio, per il noviziato (29 giugno 1835). Insegnò per tre anni alla scuola di Namur (1837-1840), e nel 1840, iniziò gli studi per il sacerdozio all'Università Cattolica di Lovanio venendo ordinato sacerdote il 10 settembre 1843.
Mentre era a Lovanio, si imbatté casualmente nell'opera Bibliotheca Scriptorum Societatis Jesu pubblicata nel 1676 da Nathaniel Bacon, e decise di rivedere e aggiornare la bibliografia di Bacon con l'aiuto di metodi scientifici non disponibili all'epoca di Nathaniel Bacon. Mentre risieda a Liegi visitò le biblioteche belghe e di altri paesi europei e, con l'aiuto del suo fratello naturale Alois de Backer (casualmente anch'esso gesuita), iniziò la pubblicazione, dal 1853 in poi, del suo capolavoro: La bibliothèque des écrivains de la Compagnie de Jésus. L'opera conteneva una nota biografica di ogni autore gesuita con l'elenco di tutti i suoi scritti, nelle loro edizioni successive. La prima edizione venne pubblicata in 7 volumi (stampati fra il 1853 ed il 1861). La Bibliothèque de la Compagnie de Jésus di Carlos Sommervogel, realizzata correggendo l'opera di de Backer, rimase il libro di riferimento, per la ricerca negli scritti dei gesuiti, fino alla fine del XIX secolo.

## Opera principale
- Bibliothèque des écrivains de la Compagnie de Jésus, 7 vol., Liège, 1853-1861.